# Rodolfo Blanco
Rodolfo Blanco (* 14. Juni 1966 in San Onofre, Kolumbien) ist ein ehemaliger kolumbianischer Boxer im Fliegengewicht.

## Profikarriere
Im Jahre 1982 begann er seine Profikarriere. Am 11. Juni 1992 boxte er gegen Dave McAuley um die IBF-Weltmeisterschaft und gewann durch einstimmige Punktrichterentscheidung. Diesen Gürtel verlor er allerdings bereits in seiner ersten Titelverteidigung an Pichit Sithbanprachan im November desselben Jahres durch Knockout. 
Im Jahre 2002 beendete er seine Karriere.